# 高檐蒲桃
高檐蒲桃（学名：Syzygium oblatum）是桃金娘科蒲桃属的植物。分布于中南半岛、印度、马来西亚以及中国大陆的云南等地，生长于海拔540米至1,300米的地区，一般生于低海拔森林中，目前尚未由人工引种栽培。